# 孫了紅
孫了紅（1897年—1958年），原名詠雪，自號野貓，浙江寧波人，男性，是20世紀中國30年代的推理作家。

## 著作

### 小說
- 《俠盜文怪》（页面存档备份，存于），作者：孫了紅，編者：范伯群，明田，ISBN：9576831555(台灣,繁體中文)
- 《血紙人》，作者：孫了紅，岳麓書社，ISBN：9787807618454(中國大陸,簡體中文)
- 《血紙人》，作者：孫了紅，上海文化出版社，ISBN：9787807402381(中國大陸,簡體中文)